# Evert Zoudenbalch (1455-1530)

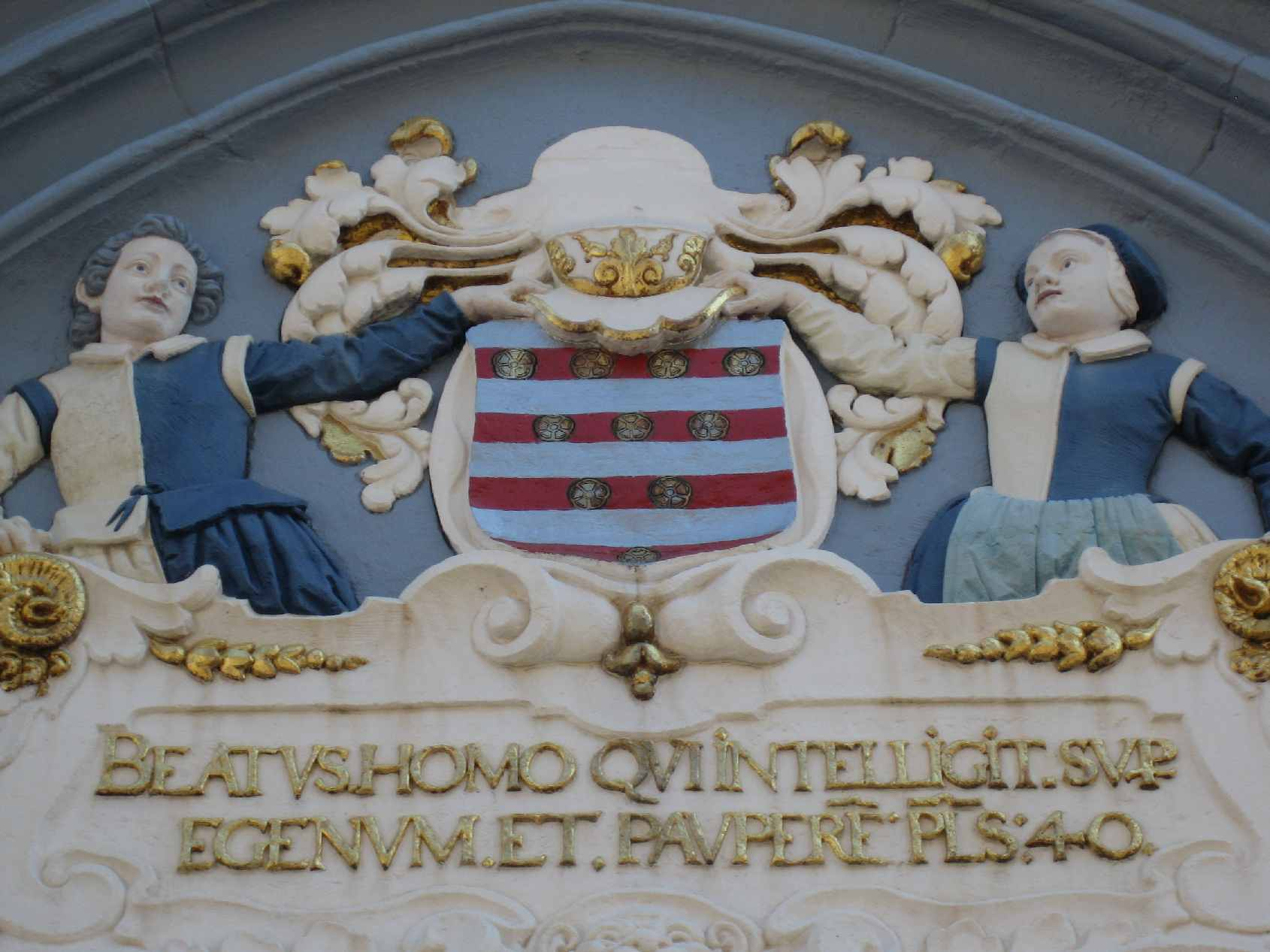
Familiewapen Zoudenbalch

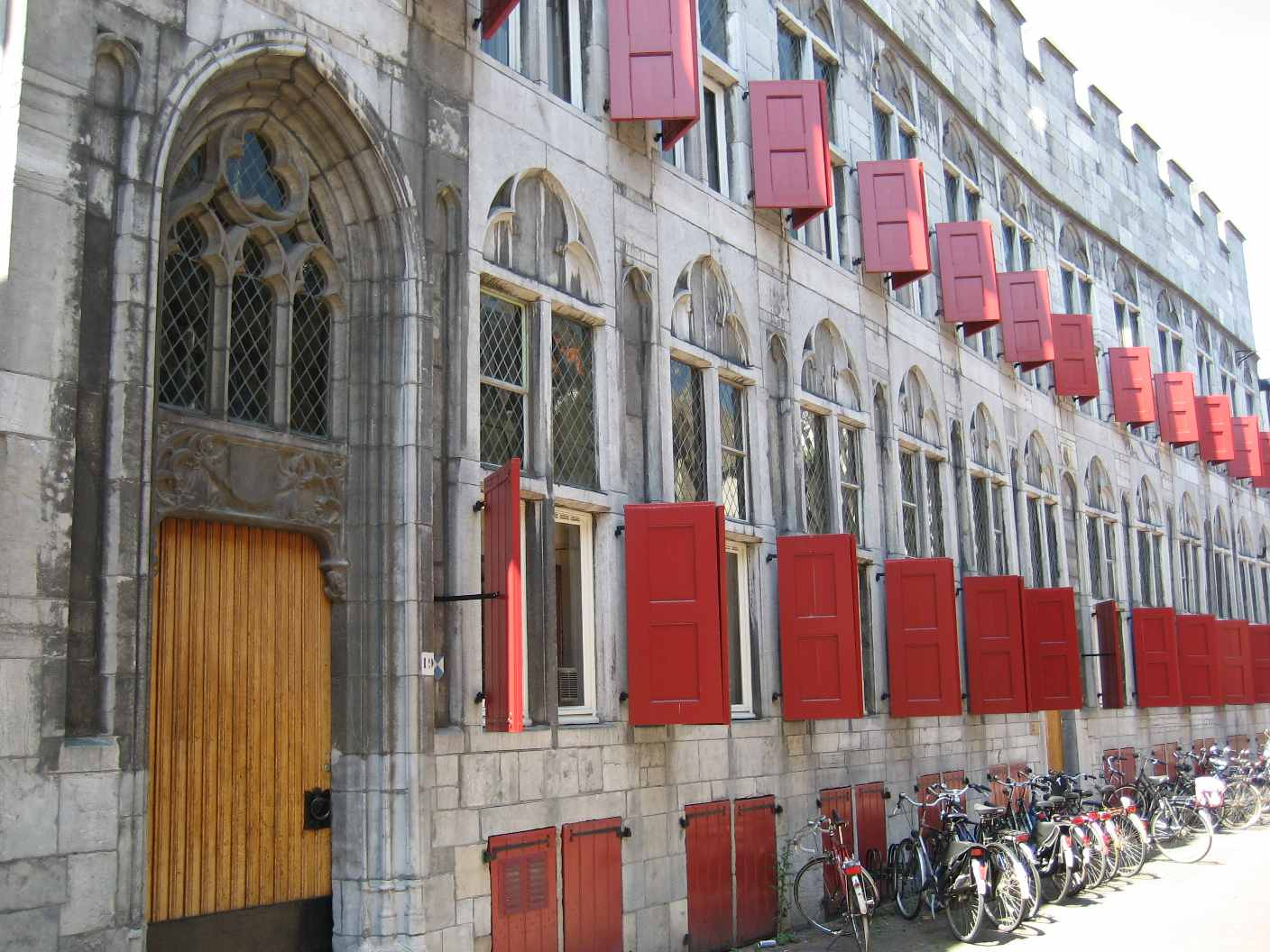
Huis Zoudenbalch in de Donkerstraat te Utrecht.

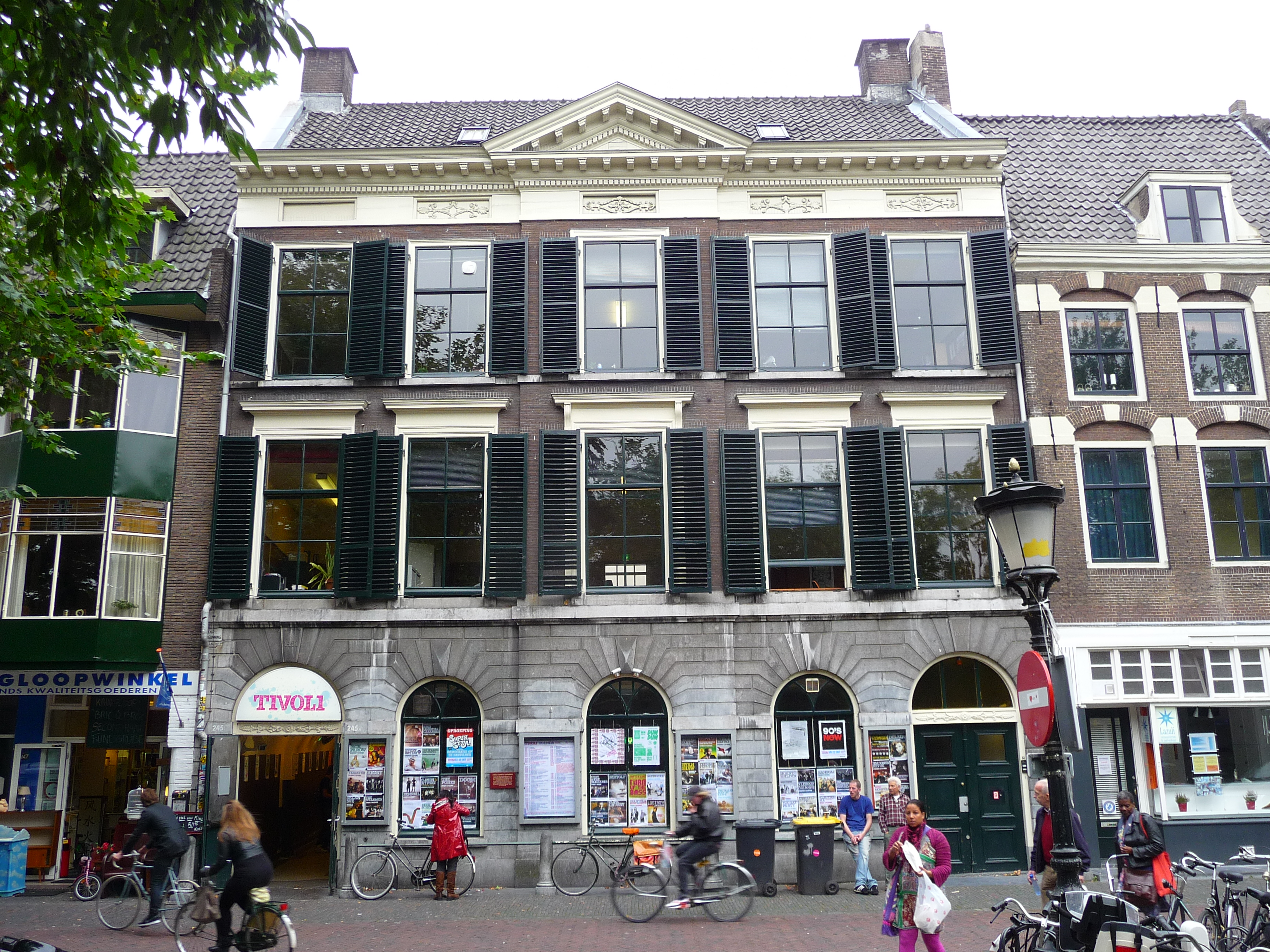
Oudegracht 245

Evert Zoudenbalch (ca. 1455 - Utrecht, 1 november 1530) was een rijke domkanunnik uit het geslacht Zoudenbalch. 
Zoudenbalch was een zoon van Gerard Soudenbalch (burgemeester van Utrecht) en Geertruid van Zuylen van Natewisch. 
Van zijn vaders broer Evert verkreeg hij in 1494 een boerderij met land onder de naam "Grootveld". Het goed bleef in de familie Zoudenbalch tot 1598. 
In 1495 werd hij op 2 juni beleend met Urk en Emmeloord in opvolging van zijn oom Evert Zoudenbalch (1424-1503). Voorts was hij van 1490 tot 1524 schepen en burgemeester van Utrecht en werd hij op 24 maart 1518 beleend met Sulensteyne.

## Huwelijk en kinderen
Op 20 juli 1491 trouwde hij met Maria van Brienen (ca. 1460 - na 1545). Zij was een dochter van Johan van Brienen (1420-1502) heer van Byssel en Elisabeth van Kershoff tot Biessenburg (1438-). Zij werd op 13 augustus 1492 beleend met het goed Herberts in Doornspijk wat zij op 20 januari 1545 verkoopt. Uit zijn huwelijk werden de volgende kinderen geboren:
- Elisabet Soudenbalch (Urk, ca. 1491-). Zij trouwde met Reyer van Voorst. Hij was een zoon van Johan van Voorst-van Rechteren (een nazaat van Frederik van Heeckeren van der Eze) en Margaretha Homoet.
- Gerrit Soudenbalch (ca. 1493-1522) (ook bekend als de jonge), domkanunnik te Utrecht.
- Johan V Zoudenbalch (ca. 1495 - 12 december 1558 ambachtsheer van de Weerd bij Utrecht. Hij werd in opvolging van zijn vader. op 31 december 1530 beleend met Emmeleroord en Urk. Hij trouwde op 16 oktober 1536 met Janna/Anna van den Boetselaer. Zij was een dochter van Rutger van den Boetzelaer (1404-1460) en Elburg van Langerak vrouwe van Langerak en half Asperen.
- Evert Soudenbalch (ca. 1497-1550) heer van Prattenburgh, dijkgraaf van Leckerdijck en in 1534 schepen van Utrecht
- Hendrick Soudenbalch  (1510 - Putten, 1573)[1] was van 1544 tot 1547 schepen en raad van Utrecht en in 1568 schepen van Amersfoort. Hij trouwde met Anna Gerrits Griffeldau (ook wel Griffeldere). Één van zijn nazaten is Ferdinand François de Smeth.

- International Standard Name Identifier: 0000 0003 8945 2427
- Nederlandse Thesaurus van Auteursnamen: 274594234
- Virtual International Authority File: 282824365
- WorldCat: E39PBJktjGRhD6CpXJbDgGMMfq